# مزرعة 22 بهمن (غلزار بردسير)
مزرعة 22 بهمن (بالإنجليزية: Mazraeh-ye 22 Bahman)‏ هي مستوطنة تقع في إيران في البلدة المركزية.